# HTI Valori Mobiliare
HTI Valori Mobiliare a fost o societate de brokeraj din România, deținută de omul de afaceri Daniel Țepeș. Această societate a fost înființată în anul 1997.
În perioada ianuarie 2008 - martie 2009, banca americană Morgan Stanley a deținut pachetul majoritar de acțiuni de 51% al companiei.
În septembrie 2007, HTI deținea 2,7% din BVB și 17% din Bursa Monetar Financiară și de Mărfuri din Sibiu.
Cifra de afaceri:
- 2006: 2,8 milioane euro[1]
- 2005: 1,7 milioane euro[1]